# Musée Eretz Israël
Le musée Eretz Israël (littéralement, « musée de la Terre d'Israël ») est un musée historique et archéologique dans le quartier de Tel Aviv, en Israël.
Le musée Eretz Israël, créé en 1953, dispose de nombreux artefacts archéologiques, anthropologiques et historiques organisés en une série de pavillons d'exposition. Chaque pavillon est consacré à un thème différent : la verrerie, la céramique, la numismatique, etc. Le musée possède également un planétarium.